# Marcel Duriez
Marcel Duriez   (Seclin, 20 de juny de 1940 - Clarmont d'Alvèrnia, 2 de febrer de 2023) fou un atleta francès, especialista en curses amb tanques, que va competir durant les dècades de 1950 i 1960.
El 1960 va prendre part en els Jocs Olímpics d'Estiu de Roma, on quedà eliminat en sèries de la cursa dels 110 metres tanques del programa d'atletisme. Quatre anys més tard, als Jocs de Tòquio, fou sisè en la mateixa prova. El 1968, disputà els seus tercers, i darrers, Jocs Olímpics, on fou setè en els 110 metres tanques.
En el seu palmarès destaca una medalla de bronze en els 110 metres tanques del Campionat d'Europa d'atletisme de 1966; dues medalles de plata en la mateixa prova als Jocs del Mediterrani de 1959 i 1963 i cinc campionats nacionals, el 1963, 1965, 1966, 1967 i 1968.
Va millorar el rècord francès dels 100 metres tanques repetidament fins a situar-lo en 13.73" el 1968.

## Millors marques
- 110 metres tanques. 13.73" (1968)[8][3]